# Campionati europei di atletica leggera 2010 - 100 metri piani femminili
La competizione si è svolta tra il 28 ed il 29 luglio 2010.

## Podio
| #       | Atleta         | Nazionalità | Tempo | Note                          |
| ------- | -------------- | ----------- | ----- | ----------------------------- |
| Oro     | Verena Sailer  | Germania    | 11"10 | Miglior prestazione personale |
| Argento | Véronique Mang | Francia     | 11"11 | Miglior prestazione personale |
| Bronzo  | Myriam Soumaré | Francia     | 11"18 | Miglior prestazione personale |

## Record
Prima di questa competizione, il record del mondo (RM), il record europeo (EU) ed il record dei campionati (RC) sono i seguenti:
| Record                | Prestazione | Atleta                               | Data                              | Competizione                                |
| --------------------- | ----------- | ------------------------------------ | --------------------------------- | ------------------------------------------- |
| Record mondiale       | 10"49       | Florence Griffith-Joyner Stati Uniti | 16 luglio 1988 Indianapolis, USA  |                                             |
| Record europeo        | 10"73       | Christine Arron Francia              | 19 agosto 1998 Budapest, Ungheria | Campionati europei di atletica leggera 1998 |
| Record dei campionati | 10"73       | Christine Arron Francia              | 19 agosto 1998 Budapest, Ungheria | Campionati europei di atletica leggera 1998 |

## Programma
| Data           | Ora   | Turno      |
| -------------- | ----- | ---------- |
| 28 luglio 2010 | 10:40 | 1º turno   |
| 29 luglio 2010 | 20:20 | Semifinali |
| 29 luglio 2010 | 21:45 | Finale     |

## Risultati

### 1º turno
Passano i primi 3 in ogni batteria (Q) e i migliori 4 tempi (q).

#### Batteria 1
| Posizione | Corsia | Nome                   | Nazionalità | T.reazione      | Tempo | Note                                     |
| --------- | ------ | ---------------------- | ----------- | --------------- | ----- | ---------------------------------------- |
| 1         | 1      | Ezinne Okparaebo       | Norvegia    | 0.183           | 11"35 | Q                                        |
| 2         | 8      | Myriam Soumaré         | Francia     | 0.195           | 11"35 | Q, =                                     |
| 3         | 4      | Yuna Mekhti-Zade       | Russia      | 0.184           | 11"52 | Q                                        |
| 4         | 7      | Ailis McSweeney        | Irlanda     | 0.174           | 11"52 | q                                        |
| 5         | 6      | Alena Neumiarzhitskaya | Bielorussia | 0.210           | 11"63 |                                          |
| 6         | 2      | Tina Murn              | Slovenia    | 0.235           | 11"70 | Miglior prestazione personale stagionale |
| 7         | 3      | Andreea Ograzeanu      | Romania     | 0.206           | 11"78 |                                          |
| 8         | 5      | Manuela Levorato       | Italia      | 0.171           | 11"80 |                                          |
|           |        |                        |             | Vento: -0.7 m/s |       |                                          |

#### Batteria 2
| Posizione | Corsia | Nome             | Nazionalità | T.reazione      | Tempo | Note |
| --------- | ------ | ---------------- | ----------- | --------------- | ----- | ---- |
| 1         | 5      | Véronique Mang   | Francia     | 0.144           | 11"35 | Q    |
| 2         | 2      | Yeoryía Koklóni  | Grecia      | 0.182           | 11"50 | Q    |
| 3         | 6      | Olesya Povh      | Ucraina     | 0.151           | 11"58 | Q    |
| 4         | 7      | Yasmin Kwadwo    | Germania    | 0.205           | 11"68 |      |
| 5         | 1      | Katerina Cechová | Rep. Ceca   | 0.188           | 11"69 |      |
| 6         | 4      | Inna Eftimova    | Bulgaria    | 0.168           | 11"79 |      |
| 7         | 3      | Marika Popowicz  | Polonia     | 0.218           | 11"80 |      |
| 8         | 8      | Ivana Rozman     | Macedonia   | 0.194           | 12"90 |      |
|           |        |                  |             | Vento: -1.9 m/s |       |      |

#### Batteria 3
| Posizione | Corsia | Nome               | Nazionalità | T.reazione      | Tempo | Note |
| --------- | ------ | ------------------ | ----------- | --------------- | ----- | ---- |
| 1         | 4      | Verena Sailer      | Germania    | 0.180           | 11"27 | Q    |
| 2         | 7      | Mariya Ryemyen     | Ucraina     | 0.208           | 11"38 | Q    |
| 3         | 5      | Christine Arron    | Francia     | 0.207           | 11"45 | Q    |
| 4         | 6      | Digna Luz Murillo  | Spagna      | 0.165           | 11"52 | q    |
| 5         | 1      | Yuliya Katsura     | Russia      | 0.183           | 11"57 |      |
| 6         | 3      | Ivet Lalova        | Bulgaria    | 0.156           | 11"58 |      |
| 7         | 8      | Yulia Nestsiarenka | Bielorussia | 0.179           | 11"58 |      |
| 8         | 2      | Lena Berntsson     | Svezia      | 0.202           | 11"84 |      |
|           |        |                    |             | Vento: -1.5 m/s |       |      |

#### Batteria 4
| Posizione | Corsia | Nome                | Nazionalità | T.reazione      | Tempo | Note                          |
| --------- | ------ | ------------------- | ----------- | --------------- | ----- | ----------------------------- |
| 1         | 3      | Anna Gurova         | Russia      | 0.174           | 11"42 | Q                             |
| 2         | 7      | Laura Turner        | Regno Unito | 0.203           | 11"45 | Q                             |
| 3         | 6      | Lina Grinčikaitė    | Lituania    | 0.208           | 11"48 | Q                             |
| 4         | 5      | Anne Möllinger      | Germania    | 0.166           | 11"51 | q                             |
| 5         | 2      | Nataliya Pohrebnyak | Ucraina     | 0.175           | 11"53 | q                             |
| 6         | 1      | Yuliya Balykina     | Bielorussia | 0.214           | 11"55 |                               |
| 7         | 8      | Sara Maroncelli     | San Marino  | 0.210           | 12"64 | Miglior prestazione personale |
| –         | 4      | Folake Akinyemi     | Norvegia    | 0.170           |       | NF                            |
|           |        |                     |             | Vento: -0.6 m/s |       |                               |

#### Sommario
| Posizione | Batteria | Corsia | Nome                   | Nazionalità | T.reazione | Tempo | Note                                     |
| --------- | -------- | ------ | ---------------------- | ----------- | ---------- | ----- | ---------------------------------------- |
| 1         | 3        | 4      | Verena Sailer          | Germania    | 0.180      | 11"27 | Q                                        |
| 2         | 2        | 5      | Véronique Mang         | Francia     | 0.144      | 11"35 | Q                                        |
| 2         | 1        | 1      | Ezinne Okparaebo       | Norvegia    | 0.183      | 11"35 | Q                                        |
| 2         | 1        | 8      | Myriam Soumaré         | Francia     | 0.195      | 11"35 | Q, =                                     |
| 5         | 3        | 7      | Mariya Ryemyen         | Ucraina     | 0.208      | 11"38 | Q                                        |
| 6         | 4        | 3      | Anna Gurova            | Russia      | 0.174      | 11"42 | Q                                        |
| 7         | 3        | 5      | Christine Arron        | Francia     | 0.207      | 11"45 | Q                                        |
| 7         | 4        | 7      | Laura Turner           | Regno Unito | 0.203      | 11"45 | Q                                        |
| 9         | 4        | 6      | Lina Grinčikaitė       | Lituania    | 0.208      | 11"48 | Q                                        |
| 10        | 2        | 2      | Yeoryía Koklóni        | Grecia      | 0.182      | 11"50 | Q                                        |
| 11        | 4        | 5      | Anne Möllinger         | Germania    | 0.166      | 11"51 | q                                        |
| 12        | 1        | 7      | Ailis McSweeney        | Irlanda     | 0.174      | 11"52 | q                                        |
| 12        | 1        | 4      | Yuna Mekhti-Zade       | Russia      | 0.184      | 11"52 | Q                                        |
| 12        | 3        | 6      | Digna Luz Murillo      | Spagna      | 0.165      | 11"52 | q                                        |
| 15        | 4        | 2      | Nataliya Pohrebnyak    | Ucraina     | 0.175      | 11"53 | q                                        |
| 16        | 4        | 1      | Yuliya Balykina        | Bielorussia | 0.214      | 11"55 |                                          |
| 17        | 3        | 1      | Yuliya Katsura         | Russia      | 0.183      | 11"57 |                                          |
| 18        | 3        | 3      | Ivet Lalova            | Bulgaria    | 0.156      | 11"58 |                                          |
| 18        | 3        | 8      | Yulia Nestsiarenka     | Bielorussia | 0.179      | 11"58 |                                          |
| 18        | 2        | 6      | Olesya Povh            | Ucraina     | 0.151      | 11"58 | Q                                        |
| 21        | 1        | 6      | Alena Neumiarzhitskaya | Bielorussia | 0.210      | 11"63 |                                          |
| 22        | 2        | 7      | Yasmin Kwadwo          | Germania    | 0.205      | 11"68 |                                          |
| 23        | 2        | 1      | Katerina Cechová       | Rep. Ceca   | 0.188      | 11"69 |                                          |
| 24        | 1        | 2      | Tina Murn              | Slovenia    | 0.235      | 11"70 | Miglior prestazione personale stagionale |
| 25        | 1        | 3      | Andreea Ograzeanu      | Romania     | 0.206      | 11"78 |                                          |
| 26        | 2        | 4      | Inna Eftimova          | Bulgaria    | 0.168      | 11"79 |                                          |
| 27        | 1        | 5      | Manuela Levorato       | Italia      | 0.171      | 11"80 |                                          |
| 27        | 2        | 3      | Marika Popowicz        | Polonia     | 0.218      | 11"80 |                                          |
| 29        | 3        | 2      | Lena Berntsson         | Svezia      | 0.202      | 11"84 |                                          |
| 30        | 4        | 8      | Sara Maroncelli        | San Marino  | 0.210      | 12"64 | Miglior prestazione personale            |
| 31        | 2        | 8      | Ivana Rozman           | Macedonia   | 0.194      | 12"90 |                                          |
| –         | 4        | 4      | Folake Akinyemi        | Norvegia    | 0.170      |       | NF                                       |

### Semifinali
Passano in finale le migliori 3 in ogni batteria e i 2 migliori tempi.

#### Semifinale 1
| Pos. | Corsia | Nome              | Paese       | Tempo | Note                                     |
| ---- | ------ | ----------------- | ----------- | ----- | ---------------------------------------- |
| 1    | 5      | Véronique Mang    | Francia     | 11"12 | Q,                                       |
| 2    | 4      | Ezinne Okparaebo  | Norvegia    | 11"23 | Q,                                       |
| 3    | 3      | Mariya Ryemyen    | Ucraina     | 11"25 | Q,                                       |
| 4    | 7      | Lina Grinčikaitė  | Lituania    | 11"35 | Miglior prestazione personale stagionale |
| 5    | 6      | Laura Turner      | Regno Unito | 11"41 |                                          |
| 6    | 8      | Yuna Mekhti-Zade  | Russia      | 11"43 |                                          |
| 7    | 1      | Digna Luz Murillo | Spagna      | 11"44 |                                          |
| 8    | 2      | Anne Möllinger    | Germania    | 11"60 |                                          |

#### Semifinale 2
| Pos. | Corsia | Nome                | Paese    | Tempo | Note |
| ---- | ------ | ------------------- | -------- | ----- | ---- |
| 1    | 5      | Verena Sailer       | Germania | 11"06 | Q    |
| 2    | 4      | Myriam Soumaré      | Francia  | 11"13 | Q    |
| 3    | 8      | Christine Arron     | Francia  | 11"24 | Q    |
| 4    | 3      | Yeoryía Koklóni     | Grecia   | 11"26 | q    |
| 5    | 6      | Anna Gurova         | Russia   | 11"31 | q    |
| 6    | 2      | Ailis McSweeney     | Irlanda  | 11"32 |      |
| 7    | 7      | Olesya Povh         | Ucraina  | 11"33 |      |
| 8    | 1      | Nataliya Pohrebnyak | Ucraina  | 11"34 |      |

### Finale
| Pos.    | Corsia | Nome             | Paese    | Tempo | Note                          |
| ------- | ------ | ---------------- | -------- | ----- | ----------------------------- |
| Oro     | 4      | Verena Sailer    | Germania | 11"10 | Miglior prestazione personale |
| Argento | 5      | Véronique Mang   | Francia  | 11"11 | Miglior prestazione personale |
| Bronzo  | 3      | Myriam Soumaré   | Francia  | 11"18 | =                             |
| 4       | 6      | Ezinne Okparaebo | Norvegia | 11"23 | Record nazionale              |
| 5       | 8      | Mariya Ryemyen   | Ucraina  | 11"31 |                               |
| 6       | 2      | Anna Gurova      | Russia   | 11"36 |                               |
| 7       | 1      | Yeoryía Koklóni  | Grecia   | 11"36 |                               |
| 8       | 7      | Christine Arron  | Francia  | 11"37 |                               |